# ملک‌آباد (زاغه)
ملک‌آباد روستایی در دهستان زاغه بخش زاغه شهرستان خرم‌آباد استان لرستان ایران است.

## جمعیت
بر پایه سرشماری عمومی نفوس و مسکن در سال ۱۳۹۵ جمعیت این مکان ۲۷ نفر (۹خانوار) بوده‌است.